# L'Orpheline (pel·lícula de 1921)
L'Orpheline és una pel·lícula muda francesa dirigida per Louis Feuillade i estrenada el 14 d'octubre de 1921.

## Estructura
La pel·lícula té dotze episodis:
1. Orpheline
2. Le complot
3. L'intruse
4. Délivrance
5. Le traquenard
6. À l'ombre du clocher
7. La conquête d'un héritage
8. Soirs de Paris
9. Chagrin d'amour
10. Le revenant
11. Vers le bonheur

## Repartiment
- Sandra Milowanoff : Jeannette
- Georges Biscot : Némorin
- Jane Grey : La comtessa Nadia
- Blanche Montel : Dolorès
- Jeanne Rollette : Phrasie
- Émile Garandet : l'abat Moral
- René Clair : Pierre Moral
- Fernand Herrmann : el comte de Réalmont
- Gaston Michel : Sakounine
- Édouard Mathé : Don Esteban
- Henri-Amédée Charpentier : el pare Boulot
- Émile André : el pare Sorbier
- Robert Florey : un apache
- Olinda Mano
- Jeanne Marie-Laurent
- Alice Tissot
- Jules de Spoly
- Mademoiselle Kithnou